# 纤枝蒲桃
纤枝蒲桃（学名：Syzygium stenocladum）是桃金娘科蒲桃属的植物，为中国的特有植物。分布在中国大陆的海南等地，见于西部的低海拔山地常绿林中，目前尚未由人工引种栽培。